# Архив Сербии
Архив Сербии (серб. Архив Србије / Arhiv Srbije) — сербский архив, который хранит архивные материалы, созданные государственными органами и организациями Княжества Сербии (с 1882 года — Королевства Сербии) до 1918 года, а также документы времён Второй мировой войны и послевоенного периода. Основан в 1898 году в Белграде.

## История
В 1847 году возникла идея о создании архива, который бы сохранял и хранил документы по истории Сербии. 14 декабря 1898 года согласно Закону о Государственном архиве Королевства Сербии был основан Архив Сербии. В 1900 году архив начал свою деятельность под названием Государственный архив Королевства Сербии. Архив за время своего существования имел несколько названий. С 1918 по 1945 гг. он назывался Государственным архивом, с 1945 по 1948 гг. — Государственным архивом Федеративной Народной Республики Югославии, с 1948 по 1958 гг. — Государственным архивом Народной Республики Сербии (так как Архив Югославии был создан в 1950 году), с 1958 по 1969 гг. — Государственным архивом НР Сербии. В 1969 году архив получил нынешнее название — Архив Сербии.

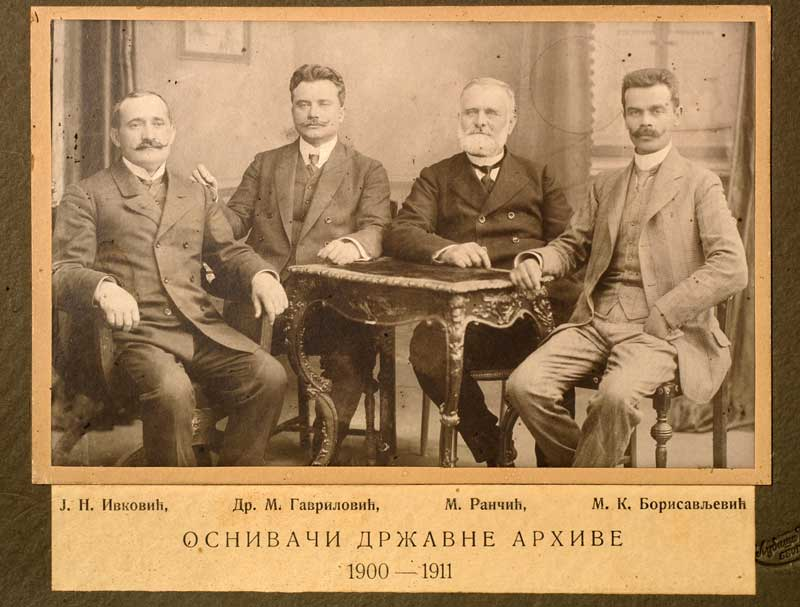
Основатели Архива Сербии

Основателями архива были Ю. Н. Ивкович, М. Гаврилович, М. Ранчич и М. К. Борисавлевич.
Во время Первой мировой войны некоторые архивные материалы были перенесены из Белграда в Ниш и Крагуевац. Во время отступления сербской армии часть документов была уничтожена, часть безвозвратно потеряна, но большая часть материалов сохранилась в вагоне, который находился на железнодорожном вокзале в городе Крагуевац.
Во время Второй мировой войны архив сильно пострадал. Здание было занято немецкими войсками, поэтому большая часть архивных материалов была перенесена в технологический факультет Белградского университета и в Белградскую университетскую библиотеку, а самые ценные документы были помещены в сейфы Народного банка Сербии.
В 1945 году Армия Македонии приняла решение о переносе македонской части архива в Государственный архив Северной Македонии в Скопье.
30 апреля 2013 года архив получил статус учреждения культуры национального значения.

## Характеристика
Архив Сербии хранит около 14 километров архивных материалов, которые размещены в 691 фонде и 71 коллекции. По времени возникновения архивные материалы размещены в двух отделах — старого периода и нового периода. Отдел старого периода включает архивные материалы с начала XIX века до 1918 года, а отдел нового периода — документы Второй мировой войны и послевоенного периода. Помимо этих отделов в структуре архива существуют ещё отдел использования и научно-технической обработки архивных материалов и общий (административный) отдел. Самые старые документы архива, созданные на территории Сербии, являются отчётами княжеской канцелярии с 1815 по 1839 годы. Архив также хранит личные и семейные фонды и коллекции государственных чиновников, политиков, учёных, писателей, культурных и общественных работников и других знаменитых деятелей Сербии.

### Архивные материалы
Большинство старых материалов архива датируется XIX веком, однако есть ещё более старые документы. Огромное значение для сербской истории имеет фонд Привилегированной сербской общины в Буде, первый документ которого датируется 1696 годом. Самым старым документом, который хранится в архиве, является «Дечанская грамота», созданная в 1330 году. В грамоте говорится об основании монастыря в Дечанах Стефаном Урошем III.

## Здание

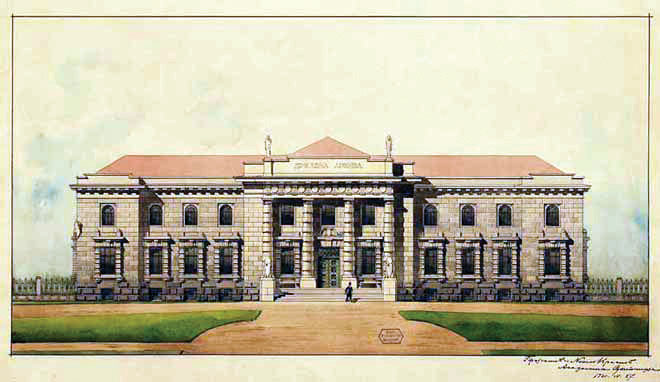
Проект Государственного архива Сербии (1928)

Здание построено в 1928 году по проекту русского эмигранта Николая Краснова, работавшего в архитектурном отделе Министерства строительства Королевства СХС. Оно выполнено в стиле монументального академизма с пластичным декором на главном фасаде. Построено в форме буквы «Т», которая установлена вверх ногами.
Здание находится на ул. Карнегиева, 2.

## Награды
- 30 декабря 1975 г. — Орден заслуг перед народом с золотой звездой[10]
- 1990 г. — Золотое звено
- 28 декабря 1998 г. — «Золотой архив» Фонда Александра Арнаутовича
- 1999 г. — Награда Вука
- 15 февраля 2014 г. — Сретенский орден II степени
- 20 февраля 2014 г. — Орден Святого Саввы I степени[11]